# Пошукові свердловини
Пошукові свердловини — свердловини, які споруджують на підготовлених попереднім бурінням та геолого-геофізичними дослідженнями площах з метою відкриття нових родовищ нафти і газу або для пошуків покладів нафти й газу на раніше відкритих родовищах.
Пошукові свердловини бурять на підготовлених попереднім бу-рінням і геолого-геофізичними дослідженнями площах із метою відкриття нових родовищ (покладів) нафти і газу, або для пошуків покладів нафти і газу на раніше відкритих родовищах. При бурінні пошукових свердловин детально вивчають геологічний розріз і його нафтогазоносність із відбором проб породи, води, газу, нафти, а при розкритті продуктивної товщі свердловини випробовують на приплив нафти за допомогою спеціальних пристроїв.